# Xylopteryx figurata
Xylopteryx figurata là một loài bướm đêm trong họ Geometridae.